# Dokonalý svět
Dokonalý svět (v anglickém originále A Perfect World) je americký kriminální filmový thriller z roku 1993, který režíroval Clint Eastwood. Kevin Costner v něm hraje uprchlého trestance, který vezme jako rukojmí malého chlapce (T. J. Lowther) a pokusí se s ním utéct autem. Eastwood hraje vedlejší roli texaského rangera, který odsouzence pronásleduje.
Ačkoli film nebyl v Severní Americe kasovně úspěšný a při svém uvedení v listopadu 1993 utržil pouze 31 milionů dolarů, v zámoří se mu podařilo utržit 104 milionů dolarů, celkem 135 milionů dolarů celosvětově. Film získal uznání kritiky za herecké výkony (zejména Kevina Costnera), režii, střih, námět, kameru a hudební doprovod. Některými kritiky a fanoušky je také považován za jeden z nejlepších Eastwoodových filmů.

## Děj
V Texasu roku 1963 uprchnou vězni Robert "Butch" Haynes a Terry Pugh z věznice v Huntsville. Hledají úkryt a jídlo, přičemž Terry napadne matku osmiletého Phillipa Perryho. Butch ho zastaví a vezme Phillipa jako rukojmí. Na útěku Terry znovu projeví násilnické sklony, a tak ho Butch zastřelí.
Texaský ranger Red Garnett je jim na stopě. Spolu s kriminoložkou Sally Gerber a ostrostřelcem FBI Bobbym Lee se snaží dopadnout Butche a zachránit Phillipa. Red zná Butche z minulosti – kdysi ho zatkl za krádež auta a přesvědčil soudce, aby mu dal tvrdší trest, v naději, že ho napraví. Později si uvědomí, že to mělo opačný efekt.
Phillip, vychovávaný v přísné náboženské rodině, nikdy nezažil oslavy jako je Halloween. S Butchem poprvé poznává svobodu a učí se dělat vlastní rozhodnutí. Mezi nimi se vytváří zvláštní pouto, kdy Butch nahrazuje Phillipovi otcovskou figuru, kterou sám nikdy neměl.
Při cestě do Nového Mexika narazí na farmáře Macka, který týrá svého vnuka. Butch se nejprve ovládá, ale nakonec Macka zbije a chystá se ho zabít. Phillip ho v zoufalství postřelí a utíká pryč. Butch ho najde a pochválí ho, že se správně rozhodl.
Red obklíčí oblast a Butch pošle Phillipa zpět k matce. Když se chlapec vrátí a obejme Butche, Red věří, že může situaci vyřešit mírově. Jenže Bobby Lee si mylně myslí, že Butch sahá po zbrani, a zastřelí ho. Red v hněvu napadne Bobbyho a Sally ho udeří, než odejde. Phillip se vrací k matce a v rukou drží pohlednici z Aljašky – Butchův nejcennější poklad, symbol naděje na nalezení vlastního otce.